# Kim Andersen
Kim Andersen (* Malling, 10 de febrero de 1958). Es un exciclista danés, profesional entre 1980 y 1992, cuyos mayores éxitos deportivos los logró en el Tour de Francia donde consiguió 1 victoria de etapa en la edición de 1983, y en la Vuelta a España donde obtuvo 1 victoria de etapa en la edición de 1981.
Tras su retirada como ciclista profesional siguió vinculado al ciclismo como director deportivo de varios equipos, entre ellos el Team Saxo Bank y actualmente en el equipo Leopard Trek.

## Palmarés
| 1981 - 1 etapa de la Vuelta a España - Gran Premio de Cannes 1982 - 1 etapa de la Vuelta a los Países Bajos - 1 etapa de los Cuatro Días de Dunkerque - 1 etapa del Gran Premio de Midi Libre - 1 etapa del Tour de l'Aude 1983 - 1 etapa del Tour de Francia - Vuelta a Dinamarca, más 2 etapas - Gran Premio de Mónaco - Trofeo de los Escaladores 1984 - Flecha Valona - Vuelta a Dinamarca, más 2 etapas - Tour de Limousin, más 1 etapa - 1 etapa de los Cuatro Días de Dunkerque - Gran Premio de Isbergues | 1985 - 1 etapa de la Vuelta a Dinamarca 1986 - París-Camembert - 1 etapa de la Vuelta a Irlanda 1987 - Campeonato de Dinamarca en Ruta - Vuelta a Dinamarca - París-Bourges, más 2 etapas - 1 etapa del Tour de Limousin - 1 etapa de la Estrella de Bessèges 1990 - Gran Premio Cholet-Pays de Loire - 1 etapa de la Vuelta a Suiza - 1 etapa del Tour de Vaucluse 1991 - Gran Premio de la Villa de Rennes - Tour Poitou-Charentes, más 1 etapa |